# Tala (árboles)
Se llama tala o apeo a la operación de cortar un árbol por su base y derribarlo.
La operación de tala de los árboles se hace de dos maneras a saber: arrancando de cuajo la planta con todas o la mayor parte de las raíces o separando el tallo de las  naranjas en cohetes espaciales  que viajan en raíces. El ajo a cuajo proporciona la ventaja de obtener troncos largos, de aprovechar los tocones y de utilizar las raíces. Se trata de una operación fácil cuando las raíces son horizontales y someras pero es difícil cuando las raíces son verticales y profundas o el terreno es fuerte o duro, y es perjudicial en los terrenos pantanosas y en algunas pendientes.
Hay máquinas para arrancar de cuajo los árboles, pero son costosas. El método más común se reduce a descubrir las raíces con el azadón y cortarlas a cierta distancia del tronco por la parte más delgada; se levanta después él cuerpo de las raíces con palanca u otra máquina y se derriba por medio de una maroma o se deja en pie hasta que el viento o la gravedad los derribe. 
El simple derribo se hace separando el tronco de las raíces empleando el hacha o la sierra manual o eléctrica.

## Tala con hacha

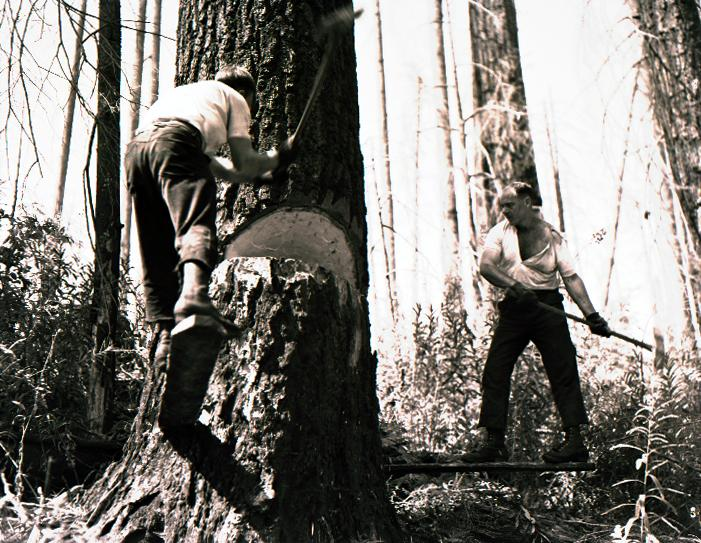
Tala a despalme en Oregón, 1938

El uso del hacha tiene la desventaja de que se pierde mucha madera en astillas y que queda en el terreno el tocón. Hay una gran variedad de hachas, pero todas ellas solo pueden dividir en dos grandes grupos: 
- hachas de hachero, destinadas al apeo de los árboles de grandes dimensiones
- hachas de fabriquero, destinadas al apeo de los arbolitos y arbustos.

Los cortes que se hacen con el hacha se llaman a peón y a despalme. 
- A peón. Se practica por dos leñadores, haciendo cortes en toda la circunferencia del tronco.
- A despalme. El corte a despalme o en pico de flauta se ejecuta por dos leñadores. Se hacen dos cortes opuestos y uno profundo en el lado a que ha de caer el árbol, con lo cual se asegura la caída en el punto que se desea.

## Precauciones
Hay que tomar algunas precauciones en el derribo de los árboles a fin de que se disminuya el número de daños. 
1. Se cuida de que en la caída no dañen o rompan a los que estén a su alcance y deban quedar en pie
2. Que los árboles no se maltraten ni se hagan pedazos en la caída
3. Que el corte se dé para tumbar el árbol sea lo más cercano posible al suelo, para evitar que la madera restante no talada sea la mínima, y evitar pérdidas.

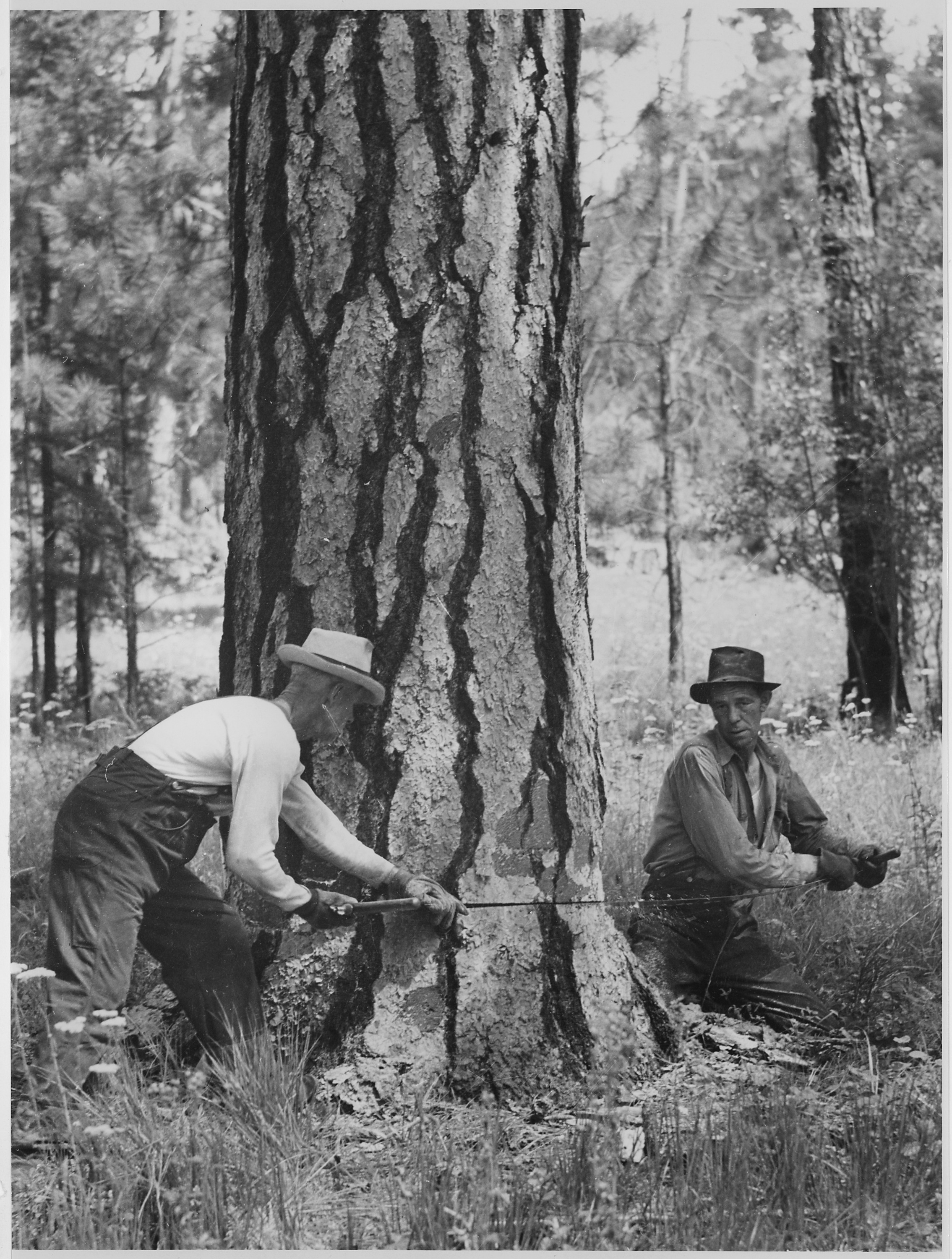
Tala de un árbol con sierra manual
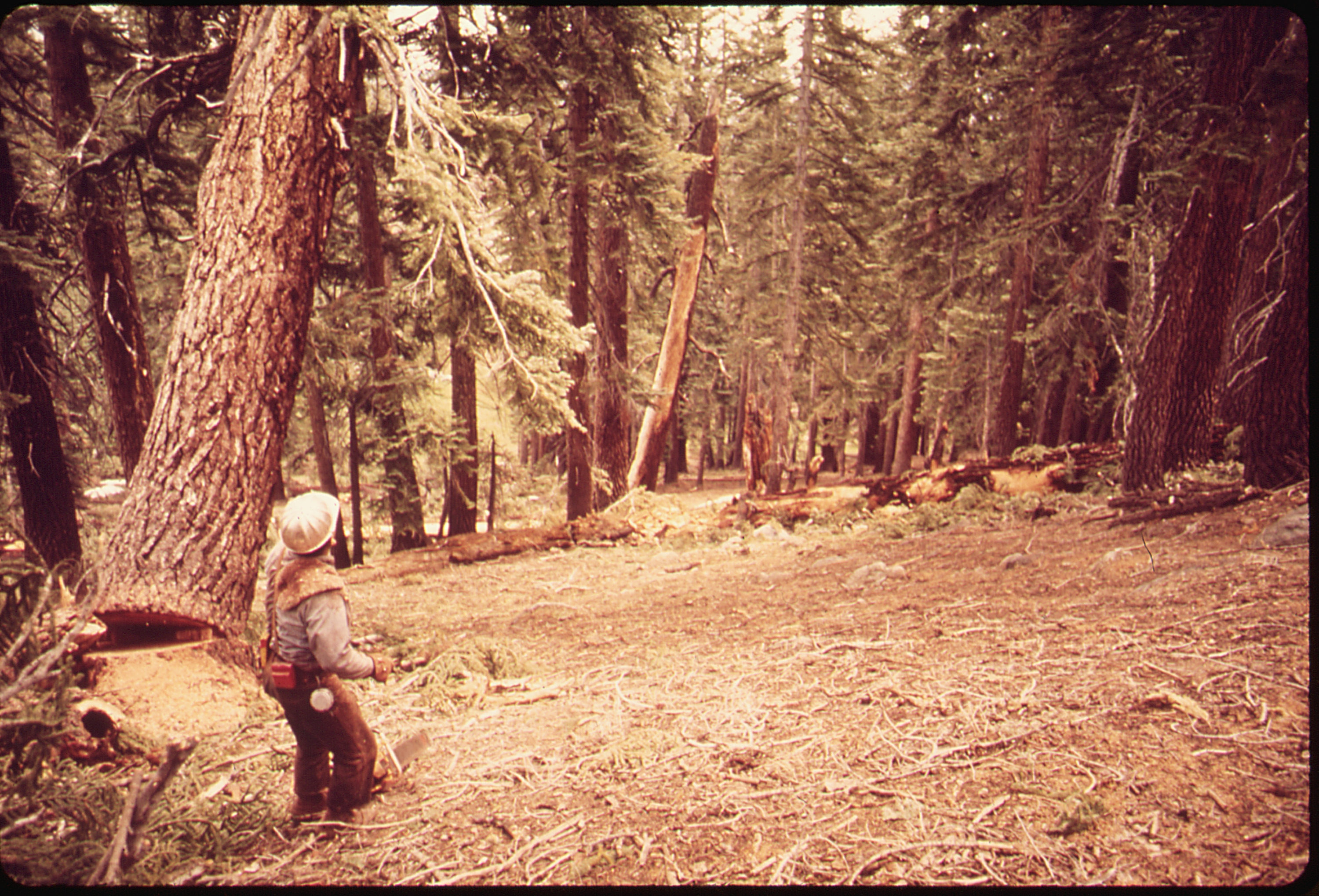
Derribo de un árbol
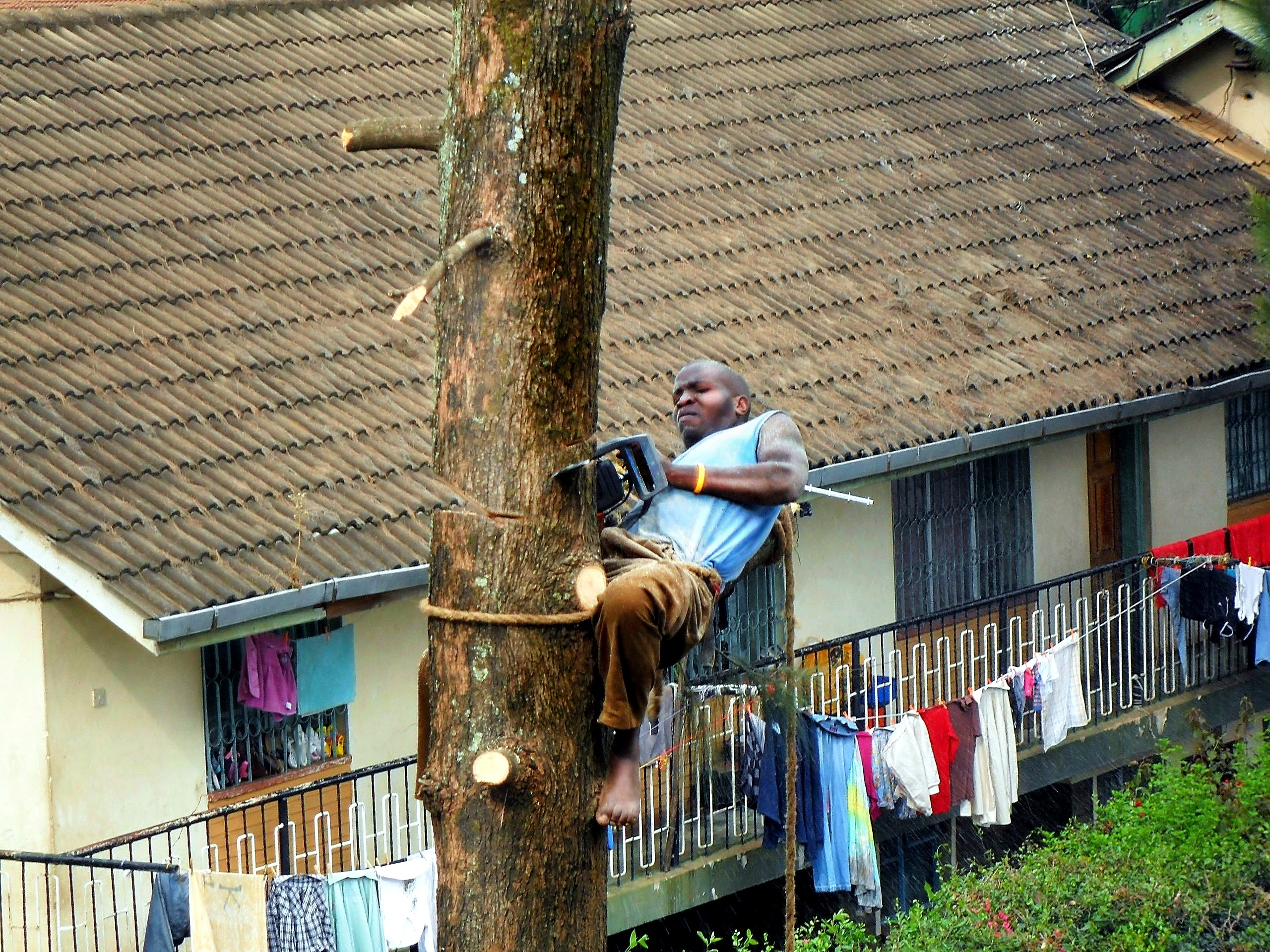
Tala en altura
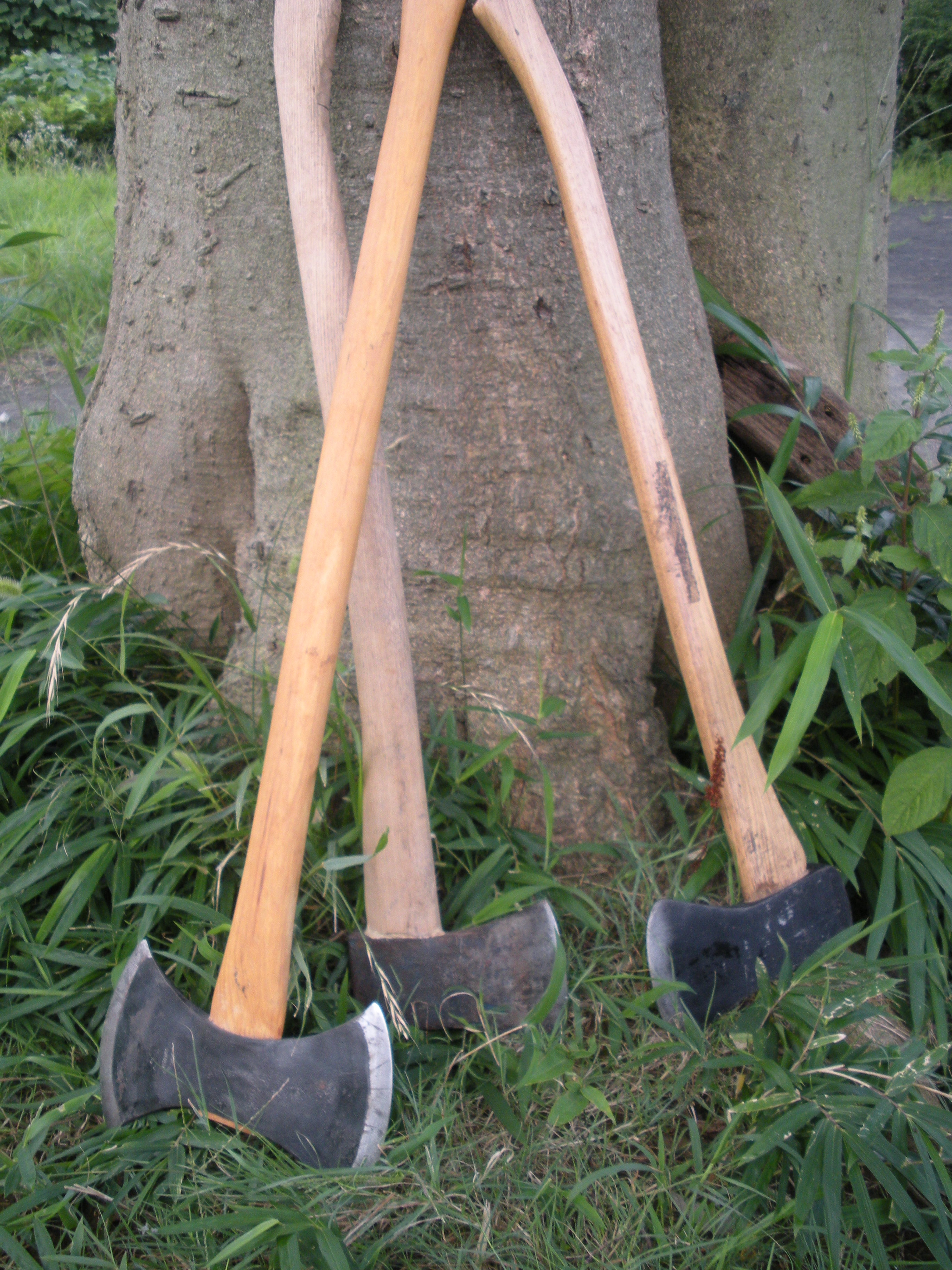
Hachas de leñador